# High Rolls
High Rolls önkormányzat nélküli és statisztikai település az új-mexikói Otero megyében, az Egyesült Államokban. A Lincoln Nemzeti Erdőben helyezkedik el, a Sacramento-hegység legdélibb csúcsánál, 2060 méter magasan. A 2020-as népszámláláson a lakosság száma 862 fő volt. Két évente megrendezett fesztivált tartanak itt, a Cherry Fesztivált és az Apple Fesztivált.

## Népesség
| 2010 | 834 |
| 2020 | 862 |

## Demográfia
A 2020-as népszámlálás idején a lakosság 862 fő volt. A lakosok 46,5%-a rendelkezett egyetemi végzettséggel, míg 48,9%-a dolgozott. A népesség közel 12%-a latino. Az átlagos éves bevétel pedig 57 ezer dollár.